# Tupi Potiguara

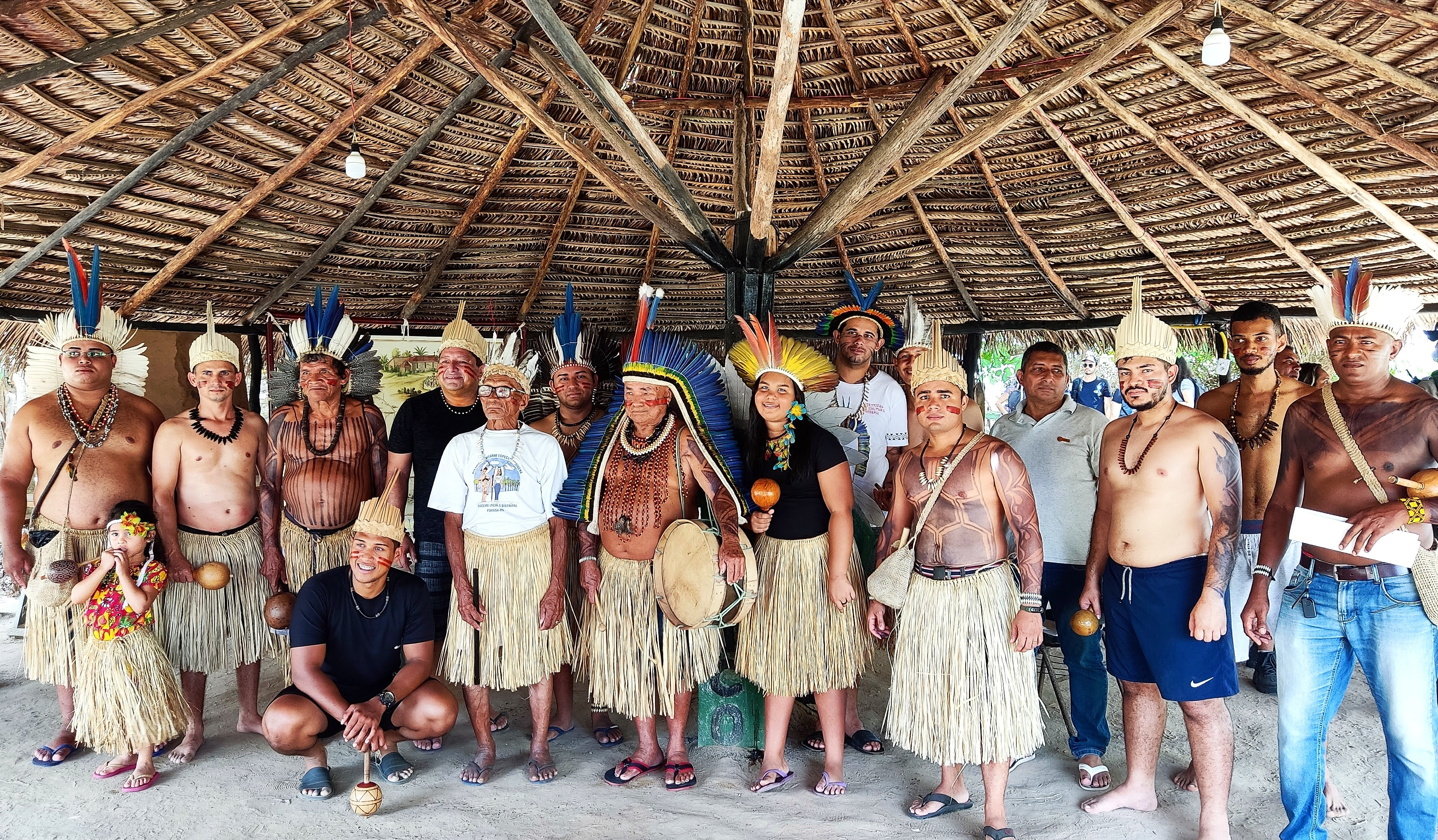
Integrantes do Toré Tupi Potiguara, em ritual na língua ancestral, Baía da Traição (PB), outubro de 2022.

## Introdução
A língua Tupi Potiguara é uma variedade viva da língua Tupi Antigo falada por membros do povo Potiguara, localizado principalmente na Terra Indígena Potiguara, no estado da Paraíba, e do Rio Grande do Norte, Brasil. Embora tenha origem no Tupi Antigo, a forma praticada e transmitida atualmente pelos Potiguara apresenta características próprias, configurando-se como um dialeto ativo em contexto de revitalização linguística e cultural.

## História
O Tupi Potiguara tem raízes diretas no Tupi Antigo, língua do tronco Tupi, falada por diversos povos indígenas do litoral brasileiro até o século XVIII. A presença Potiguara na costa nordeste do Brasil remonta a períodos anteriores à colonização portuguesa, tendo sua língua documentada parcialmente por cronistas e missionários jesuítas. Essa continuidade permitiu que, no século XXI, surgisse um movimento de fortalecimento e ensino da língua a partir de seus falantes remanescentes e registros tradicionais.

## Distribuição geográfica
O Tupi Potiguara é falado e ensinado principalmente na Terra Indígena Potiguara, localizada no litoral norte da Paraíba, abrangendo os municípios de Marcação, Baía da Traição e Rio Tinto. A língua é usada especialmente em contextos cerimoniais, nas rezas tradicionais, nos cantos do toré, e em iniciativas pedagógicas conduzidas em escolas indígenas da região.

## Situação atual
A língua encontra-se em processo de revitalização linguística, promovido por professores indígenas, mestres tradicionais, caciques, pajés e pesquisadores. Várias escolas da rede estadual e municipal oferecem em seus currículos escolares a língua Tupi como parte da valorização cultural e da educação diferenciada indígena.
O uso ativo da língua inclui contextos religiosos, culturais e educativos, e há produção contemporânea de materiais didáticos, traduções e registros orais, além de presença em redes sociais e projetos digitais.

## Reconhecimento
A negação da existência do Tupi Potiguara como língua viva representa um equívoco conceitual e político. A língua é reconhecida pelas comunidades indígenas, por pesquisadores da área de linguística e antropologia, além de instituições de ensino que apoiam sua preservação e difusão.
Negar sua vitalidade equivale a desconsiderar a autonomia linguística do povo Potiguara e o direito à sua identidade cultural. O Tupi Potiguara existe, resiste e se transforma, sendo parte essencial do patrimônio imaterial do Brasil.